# Оскар Шиндлер
Оскар Шиндлер (нім. Oskar Schindler; 28 квітня 1908, Цвіттау, Австро-Угорська імперія (нині Світави, Чехія) — 9 жовтня 1974, Гільдесгайм, Німеччина) — судетський німецький промисловець, який врятував майже 1200 євреїв під час Голокосту, надавши їм роботу на своїх заводах у Польщі та Чехії. Ця історія лягла в основу книги «Ковчег Шиндлера» і заснованого на ній фільму «Список Шиндлера».

## Біографія
Оскар Шиндлер народився 28 квітня 1908 року в австро-угорському містечку Цвіттау (нині Світави в Чехії) в католицькій родині Ганса Шиндлера і Францишки Лузер. Оскар мав сестру Ельфріду, яка народилася 1915 року. Родина походила з Відня і рідною мовою була німецька. Оскар закінчив техучилище, проте не отримав атестат, тому наступні три роки працював на фірмі батька. У 1928 році він одружився. Його дружина Емілія стверджувала, що батько Оскара був п'яницею та розпусником, що негативно вплинуло на його дітей.
Оскар спочатку займався бізнесом та, збанкрутувавши в роки Великої депресії, Шиндлер, бувши громадянином Чехословаччини, був завербований абвером, але незабаром був викритий і перебував в ув'язненні з липня по жовтень 1938 року, і був звільнений після «Мюнхенської угоди». У 1939 році Шиндлер вступив у НСДАП. Він заснував завод із виробництва металевого посуду на самому початку Другої світової війни. Більш того, він дуже виграв від антисемітської політики німецьких окупантів у Польщі, отримавши як «арієць» завод у Кракові, що раніше належав єврейському підприємцю Натану Вюрцелю.

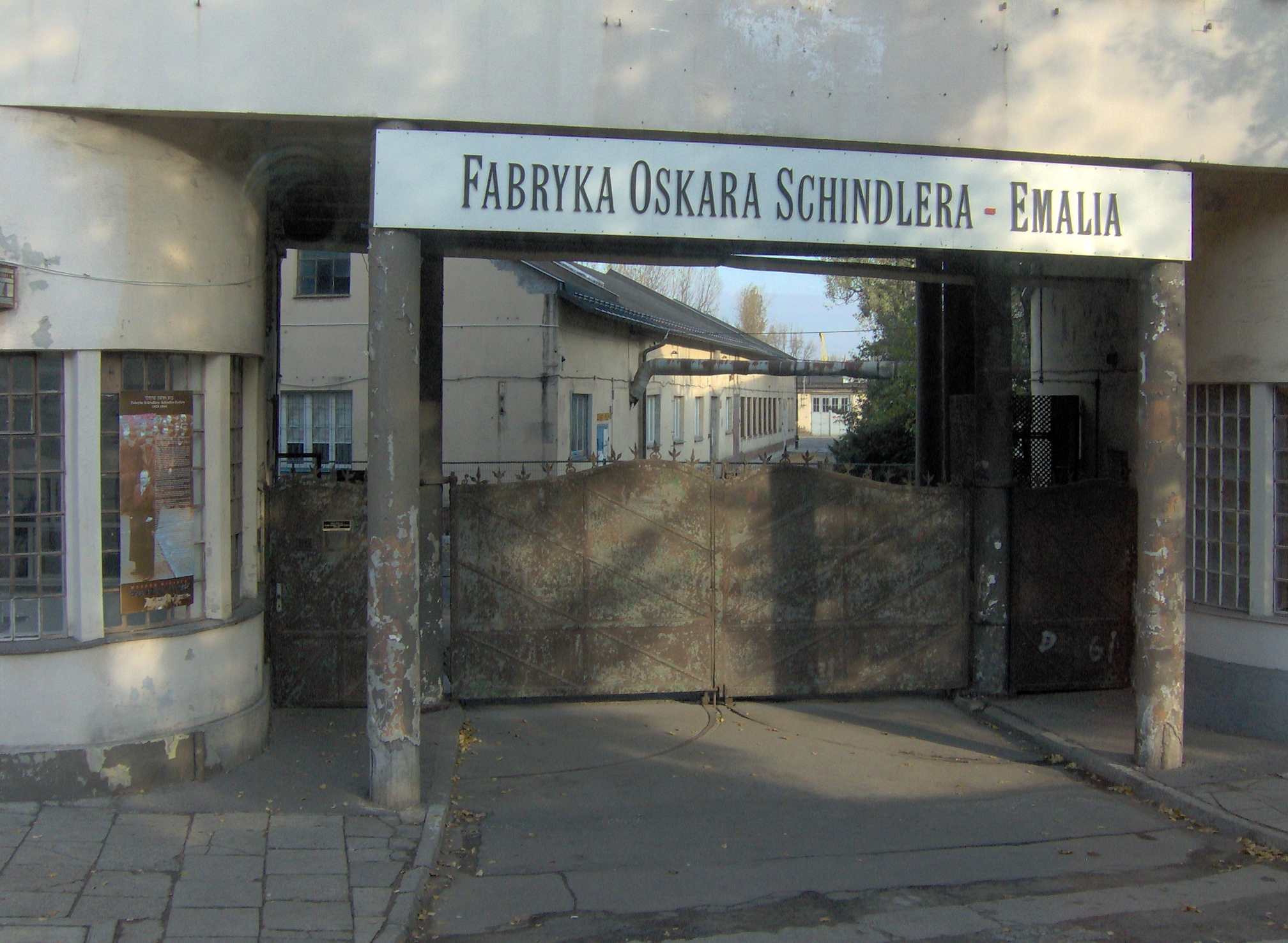
Фабрика Шиндлера в Кракові, 2006 рік

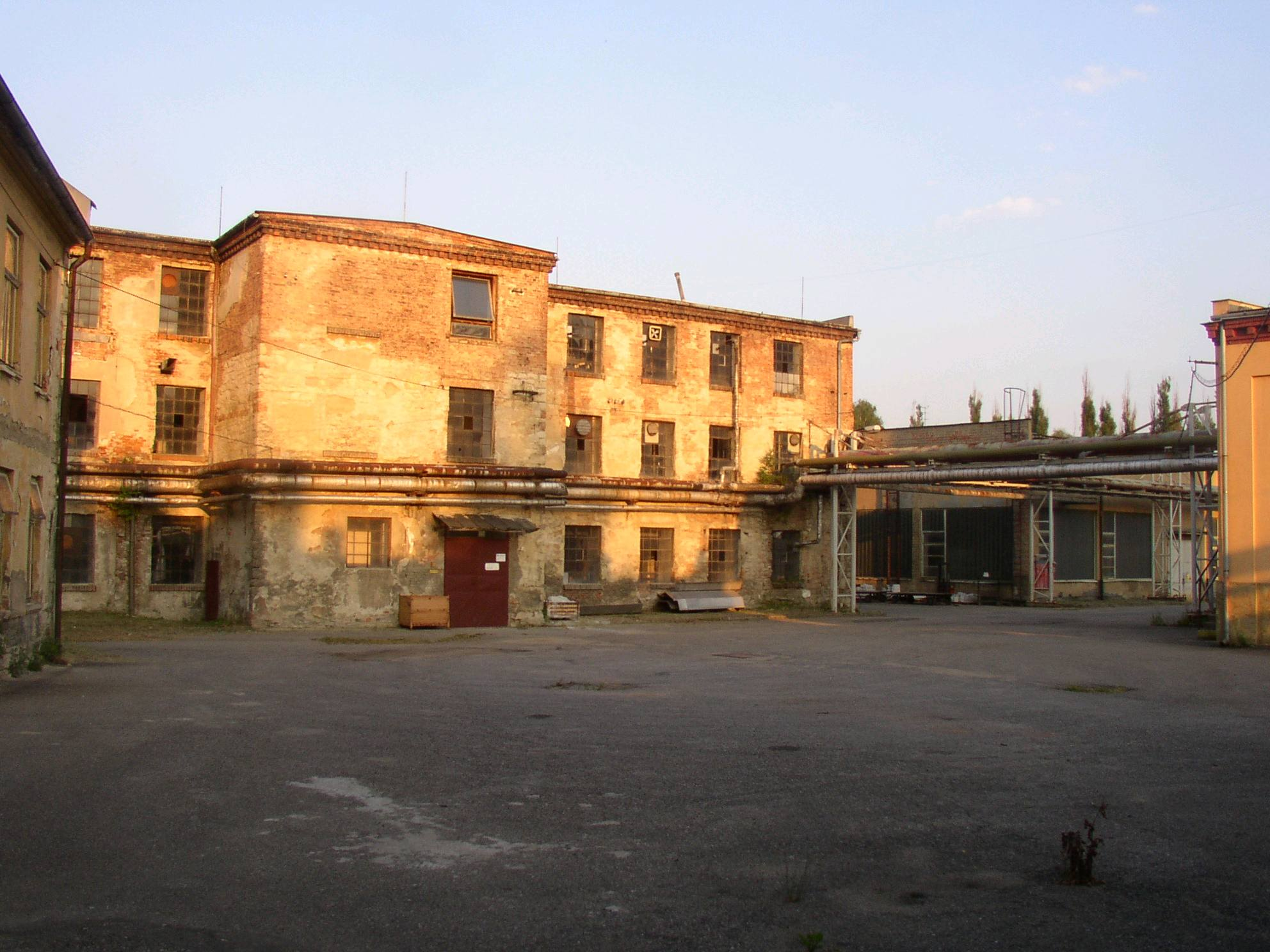
Фабрика Шиндлера в Брюннліце, 2004 рік

Наприкінці 1944 року Шиндлеру вдалося вивезти тисячу своїх працівників-євреїв у Брнєнец в Моравії і тим самим врятувати їх від таборів смерті. 10 травня 1945 року Брнєнец був окупований, але вже радянськими військами.
Після війни, 1948 року, Оскар Шиндлер емігрував до Аргентини, але через десять років повернувся у ФРН і надалі багато їздив по різних країнах, де осіли врятовані ним люди (зокрема і в СРСР). У 1967 році він був ушанований нагороди Ізраїльського меморіалу пам'яті жертв голокосту (Яд Вашем) і був названий одним із тих людей, хто гідний мати ім'я «Праведник світу».
В останні роки свого життя він жив на допомогу єврейських організацій та подарунки врятованих ним людей.
Оскар Шиндлер помер 9 жовтня 1974 року та похований в Єрусалимі на горі Сіон.

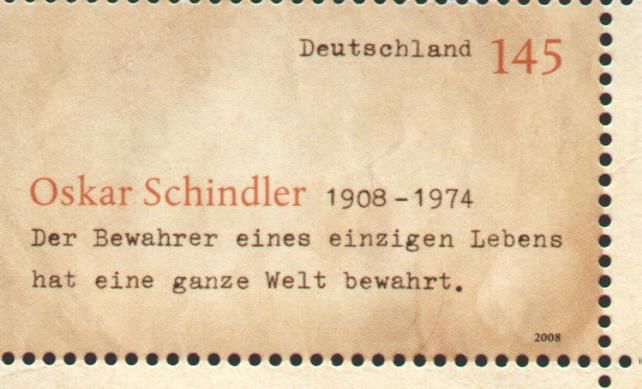
марка ФРН, присвячена О. Шиндлеру

## Шиндлер в історії
За цими подіями, переказаним польським євреєм Польдеком Пфеффербергом, австралійський письменник Томас Кенеллі у 1982 році написав книгу «Ковчег Шиндлера», відзначену Букерівською премією. У 1993 режисер Стівен Спілберг екранізував книгу, поставивши чорно-білу психологічну драму «Список Шиндлера». Фільм Спілберга отримав 7 нагород Американської кіноакадемії «Оскар», зокрема нагороду в номінації «Найкращий фільм», а виконавець ролі Шиндлера Ліам Нісон був номінований на найкращого актора.

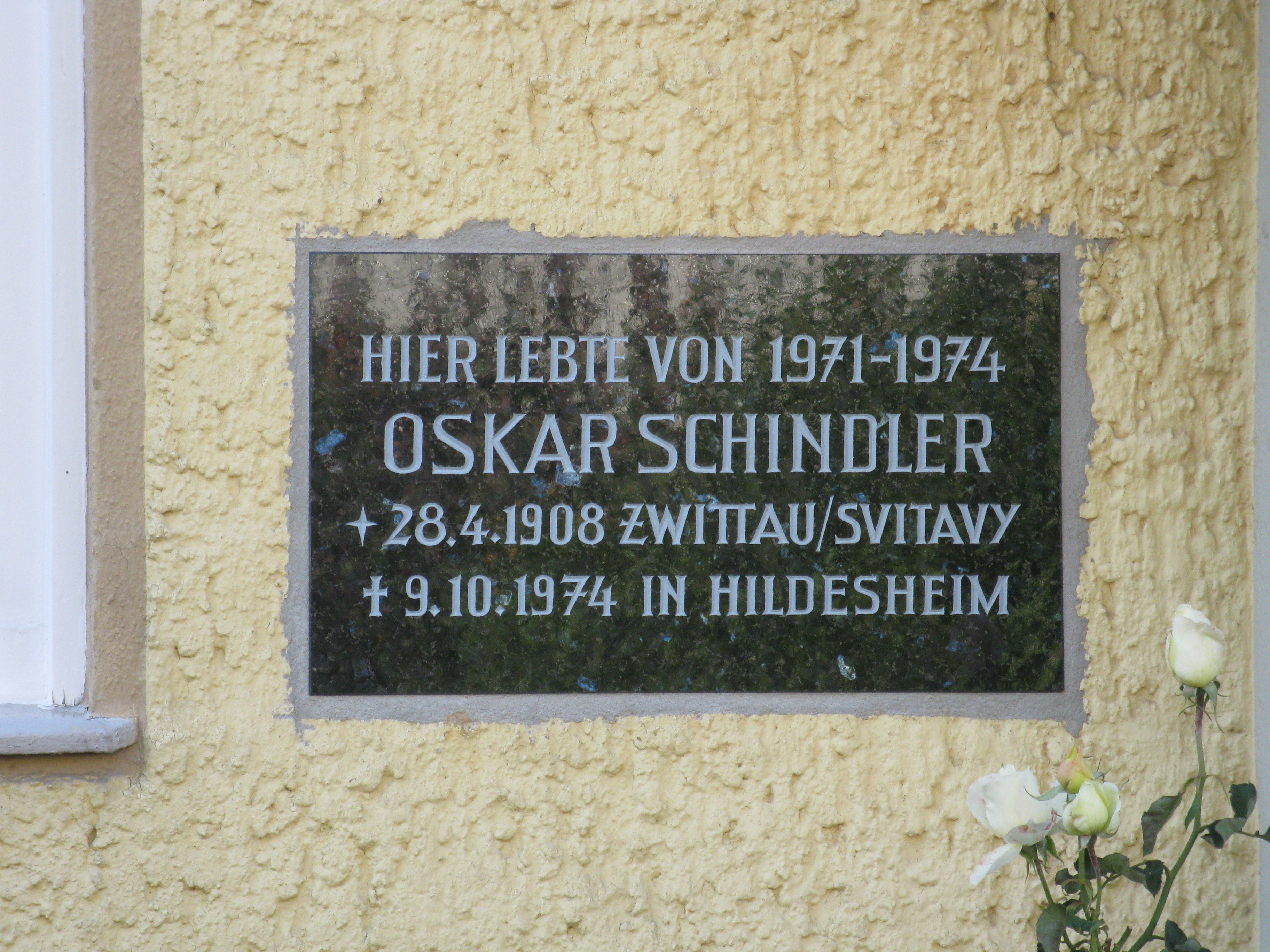
Меморіальна дошка на вулиці Гетінгштрассе 30, в місті Гільдесгайм.

Існувало кілька версій списку Шиндлера, складених для нацистської влади самим Шиндлером і його бухгалтером Іцхаком Штерном. Натепер[коли?] виявлено 5 списків, з них один перебуває в американському Музеї голокосту, один — у федеральному архіві Німеччини в Кобленці, два — в ізраїльському музеї-пам'ятнику жертвам голокосту Яд Вашем й один — у приватних руках.

## Критика Шиндлера
Американський історик, професор університету Елона Девід Кроув у своїй книзі «Оскар Шиндлер: невідомі факти з життя» стверджує, що у 1931—1938 рр. Шиндлер неодноразово поставав перед судом, у п'яти випадках його штрафували за бійки, 1933 р. посадили у в'язницю за співучасть у розкраданні, 1938 р. — на два місяці за погрози й шахрайство. Девід Кроув запевняє, що в 1939 році Шиндлер вирушив до Польщі виключно за наказом абверу. Автор книги звертає увагу, що завод «Емалія» Шиндлер придбав не в колишнього власника, а у рейха за «не позначену в документах смішну суму». Девід Кроув повідомляє, що Шиндлер перепродавав продукцію фабрики на чорному ринку вшестеро дорожче, в той час як його робітники непритомніли від голоду.
Існує думка, що Оскар Шиндлер рятував євреїв виключно заради грошей. З цієї причини в 2001 році за рішенням Ради Пардубіцької області Шиндлер був виключений зі списку видатних діячів цього краю. Цій темі присвячена книга «Правда про Оскара Шиндлера» чеського автора Їтки Ґрунтової. Їтка Ґрунтова стверджує, що існує єдиний справжній «список Шиндлера». Перед евакуацією підприємства із Кракова на схід зібрали сотні працівників — в цей час Шиндлер став біля воріт і викрикував прізвища тих, кого забирав із собою. Свідки тих подій згадують, що Шиндлер забрав із собою на нове місце тільки 50–60 чоловік, інші були відправлені до таборів Маутгаузен, Аушвіц або Штутгоф.
Кроув стверджує, що насправді існувало дев'ять списків, пов'язаних із підприємством Шиндлера. Укладачем перших чотирьох був офіцер поліції Марсель Голдберг, який займався транспортуванням євреїв-робітників на заводи. За словами Кроува, Шиндлер запропонував лише додати кілька людей у цей список, але прізвища всіх інших євреїв зі списку Шиндлеру були незнайомі (у фільмі «Список Шиндлера» цих прізвищ Шиндлер теж не знав).
Дружина Оскара Шиндлера — Емілія Шиндлер у своїх спогадах також дотримується вельми критичної оцінки особистості та діяльності свого чоловіка, зокрема, на її думку: «Список Шиндлера був складений людиною на ім'я Голдман. Він вписував туди людей за гроші. Немає грошей — немає місця в списку».
Утім, у пізнішому інтерв'ю Емілія сказала, що «другу фабрику, в Судетах, він організував виключно з метою врятувати людей. Адже в Плашуві, під Краковом, фабрику закрили через наближення фронту, і всі робітники повинні були вирушити до Аушвіцу. У Брунліці він нічого не заробив. Я займалася на фабриці фінансами та знаю це точно…».

## Нагороди
- Офіцерський хрест ордена «За заслуги перед Федеративною республікою Німеччина» (1965)[12]
- Почесне звання «Праведник народів світу» (Ізраїль) (1967)
- Кавалер Великого хреста ордена Святого Сильвестра (Ватикан) (1968) — нагороджений Папою Павлом VI.[12]
- Лицар Великого хреста ордена Святого Григорія Великого (Ватикан)